# Beatrycze z Nazaretu
Beatrycze z Nazaretu, niderl Beatrijs van Nazareth (ur. w 1200 w Tienen, zm. 29 sierpnia 1268 w Nazarecie) – wychowanka beginek z Léau i cysterka (OCist.), założycielka klasztoru w Lier (k. Antwerpii) pod wezwaniem Matki Boskiej z Nazaretu (1236), uznawana za błogosławioną Kościoła rzymskokatolickiego.
Urodziła się jako najmłodsze z sześciorga dzieci. Mając 7 lat straciła matkę, wówczas została wysłana przez ojca do klasztoru, a potem dołączyła do cysterek w Archennes (Brabancja Walońska). Była pierwszą przeoryszą klasztoru Matki Bożej z Nazaretu. Była również pisarką i napisała wiele książek w tym autobiografię duchową (Quinque prudentes virgines).
Zmarła 29 sierpnia 1268 roku w opinii świętości. 
Jej wspomnienie liturgiczne obchodzone jest w Kościele katolickim 29 sierpnia (można również spotkać dzień 29 lipca). Cystersi wspominają ją 30 sierpnia.